# Dendronephthya aurantiaca
Dendronephthya aurantiaca is een zachte koraalsoort uit de familie Nephtheidae. De koraalsoort komt uit het geslacht Dendronephthya. Dendronephthya aurantiaca werd in 1906 voor het eerst wetenschappelijk beschreven door Thomson & Henderson. 